# Palais Gonzaga-Acerbi
 (décembre 2018).
Si vous disposez d'ouvrages ou d'articles de référence ou si vous connaissez des sites web de qualité traitant du thème abordé ici, merci de compléter l'article en donnant les références utiles à sa vérifiabilité et en les liant à la section « Notes et références ».
Le palais Gonzaga-Acerbi est un palais historique de Castel Goffredo (en Piazza Mazzini), dans la province de Mantoue en Italie. Il forme la totalité de la façade nord de la Piazza Mazzini au centre de la ville. Louis-Alexandre de Castiglione l'utilisa pour abriter sa cour de 1511 à 1549 et pour rendre visite à Charles Quint, empereur du Saint Empire romain germanique en 1543. C'est le lieu de naissance de Giovanni Acerbi qui, les 27 et 29 avril 1862, l'occupa Garibaldi.
A l'intérieur, une loggia soutenue par des colonnes de marbre aux visages grotesques finement peints (peut-être l'école de Jules Romain),.